# Свети Атанасий (Любойно)
Вижте пояснителната страница за други значения на Свети Атанасий.
„Свети Атанасий Велики“ (на македонска литературна норма: „Свети Атанасиј Велики“) е църква в село Любойно, Преспа, част от Преспанско-Пелагонийската епархия на Македонската православна църква – Охридска архиепископия.
Църквата е изградена на малка височина на 1 km източно от селото. Представлява еднокорабна сграда с тристранна апсида от изток и вход от запад.
На източната стена от олтарното пространство има запазена живопис. Изписана е през 1623 година според запазения надпис. Църквата е обновена през 1968 година, когато е измазана. Иконостасът има трите царски икони и се издига до свода. Иконите според надписите са от 1929 година.